# 中冶京誠工程技術
中冶京诚工程技术有限公司（英語：MCC Capital Engineering & Research Incorporation Limited，簡稱中冶京诚、CERI），成立于2003年11月28日，是由创建于1951年的中冶集团北京钢铁设计研究总院改制设立的股权多元化的工程技术公司。中冶京诚主營冶金工程承包，环境資源评估、造紙、技術裝備及市政工程等業務。公司總部設於中國北京经济技术开发区，董事長是韩国瑞。

## 历史
中冶京诚工程技术有限公司前身是北京鋼鐵設計研究總院，1951年7月16日成立的鞍山鋼鐵公司設計處和1952年成立的重工業部鋼鐵局北京212設計組，1953年5月組建了重工業部鋼鐵局設計公司。1955年1月，重工業部鋼鐵局設計公司與鞍鋼黑色冶金設計公司、華中鋼鐵公司設計處合併，組建了重工業部黑色冶金設計院（院址在遼寧省鞍山市）。此時已準備了在京建院，院址選定在北京白廣路大街4號。1956年6月，冶金工業部黑色冶金設計總院（簡稱：黑冶）正式成立，開始正常的工作性運轉。1966年12月更名為冶金工業部北京鋼鐵設計院（簡稱：鋼院），1978年9月再次更定名為冶金工業部北京鋼鐵設計研究總院。

## 子公司
- 北京京誠鼎宇管理系統有限公司
- 北京京誠瑞達電器工程技術有限公司
- 北京京誠賽瑞圖文資訊科技有限公司
- 北京京誠嘉宇環境科技有限公司
- 北京京誠華宇建築設計研究院有限公司
- 北京賽瑞斯國際工程諮詢有限公司
- 北京京誠鳳凰工業爐工程技術有限公司
- 北京京誠之星科技開發有限公司
- 北京京誠科林環保科技有限公司
- 北京京誠澤宇能源環保工程技術有限公司

## 外部連結
- 中冶京诚工程技术有限公司（页面存档备份，存于）